# Keselyűfejű papagáj
A keselyűfejű papagáj (Pyrilia vulturina), korábban csupaszszemű papagáj, a madarak osztályának papagájalakúak (Psittaciformes) rendjébe, a papagájfélék (Psittacidae) családjába és az araformák (Arinae) alcsaládjába tartozó faj.

## Rendszerezése
A fajt Heinrich Kuhl angol ornitológus írta le 1820-ban, a Psittacus nembe Psittacus vulturinus néven. Egyes szervezetek a Pionopsitta nembe sorolják Pionopsitta vulturina néven. Sorolták a Gypopsitta nembe Gypopsitta vulturina néven is.

## Előfordulása
Dél-Amerikában, az Amazonas-medencében, Brazília területén honos. Természetes élőhelyei a szubtrópusi vagy trópusi síkvidéki esőerdők és mocsári erdők. Állandó, nem vonuló faj.

## Megjelenése
Átlagos testhossza 23 centiméter, testtömege 138-165 gramm. Feje keselyűszerű, nincs rajta tollazat.

## Természetvédelmi helyzete
Az elterjedési területe még nagy, de az erdőirtások miatt csökken, egyedszáma szintén csökken. A Természetvédelmi Világszövetség Vörös listáján nem fenyegetett fajként szerepel.